# Rio Volta Vermelho
O Volta Vermelho ou Nazinon é um rio em Burquina Fasso. O rio origina-se perto de Uagadugu e corre cerca de 320 km para juntar-se ao Volta Branco.

## História
Este nome teve influência na bandeira e no nome da antiga colónia francesa Alto Volta, que é a atual república de Burquina Fasso.